# مهر آباد (لارستان)
مهر آباد (بالفارسية: مهرآباد) (بالإنجليزية: Mehrabad)‏، قرية في قسم درزوسابيان الريفي، الناحية المركزية، مقاطعة لارستان، محافظة فارس، إيران. يبلغ عدد سكانها حسب إحصاء عام 2006 ميلادية 306 نسمة في 60 عائلة.